# سارة روبرتسون (رسامة)
سارة روبرتسون هي رسامة كندية، ولدت في 16 يونيو 1891 في مونتريال في كندا، وتوفي بنفس المكان في 6 ديسمبر 1948.